# 弗朗齐歇克·皮特拉
弗朗齐歇克·皮特拉（捷克語：František Pitra，1932年11月13日—），捷克斯洛伐克共产党领导人、捷克斯洛伐克总理。
1955年，弗朗齐歇克·皮特拉毕业于布尔诺农业大学（现孟德尔大学），成为一名农业工程师。1988年10月11日至1990年2月6日，他出任捷克社会主义共和国（当时是捷克斯洛伐克的一部分）总理。他和四位前任一样，也是捷克斯洛伐克共产党成员。

## 获奖
- 共和国勋章（1982年9月24日）[2]
- 劳动勋章（1951年4月30日）[3]